# Thomas Danielsson
Thomas Danielsson (Kungsbacka, 4 de dezembro de 1964) é um ex-automobilista sueco.
Ficou conhecido após correr na antiga Fórmula 3000, entre 1988 e 1989, representando a Eddie Jordan Racing. Nesta última temporada, foi constatado que ele sofria de um distúrbio na visão que o impedia de enxergar em 3-D. Aquele problema acabou sendo um dos responsáveis pela fraca temporada do sueco em 1989. Durante a inspeção da FISA, Danielsson ainda disputou as etapas de Silverstone e Monza. Ao final da temporada, a FISA anunciou o veredito: o sueco estaria banido para sempre do automobilismo, alegando incapacidade completa para ele continuar correndo.
Furioso, Danielsson entrou com um processo contra a FISA, argumentando que ele ainda teria condições de correr. O piloto alegou que a doença que ele sofria era congênita e jamais representou um obstáculo em sua carreira. Finalmente, Danielsson ganhou a causa, recuperando sua superlicença.
Além da F-3000, o sueco correu na Fórmula 3, em campeonatos de Sport-protótipos e Sportcar e na F-3000 japonesa, encerrando sua carreira em 1995.

## Teste na Fórmula 1
Em 9 de julho de 1989, antes do anúncio de que era considerado incapacitado de pilotar, Danielsson fez um teste para a equipe Rial de Fórmula 1, a convite do dono da escuderia, Günter Schmidt. O alemão disse subitamente que queria ver o sueco pilotando um de seus carros. Tal pedido surpreendeu Danielsson, que solicitou que mandassem seu capacete e seu macacão diretamente da Suécia para Hockenheim, onde a Rial fazia seus testes.
No mesmo dia, o piloto entrou em um dos ARC-02 e entrou na pista. Para azar do sueco, a Mercedes-Benz também estava testando alguns modelos de rua no local. Mesmo assim, Danielsson deu 20 voltas, ficando a 1,4 segundo do tempo feito por Christian Danner, titular da equipe em 1989.
Satisfeita, a Rial deu uma nova chance a Danielsson, que retornou a Hockenheim em 26 de julho, desta vez o teste era oficial, com 29 carros. Porém, o sueco não repetiu o desempenho do teste anterior, ficando em último lugar. Thomas ficou a apenas dois centésimos do tempo feito por Volker Weidler, o outro titular do time.
Mas a Rial acabou falindo no final da temporada, e o sueco perdeu a chance de disputar a temporada de 1990.